# Lepidosaphes flava
Lepidosaphes flava är en insektsart som först beskrevs av Victor Antoine Signoret 1870.  Lepidosaphes flava ingår i släktet Lepidosaphes och familjen pansarsköldlöss. Inga underarter finns listade i Catalogue of Life.